# María Carámbula

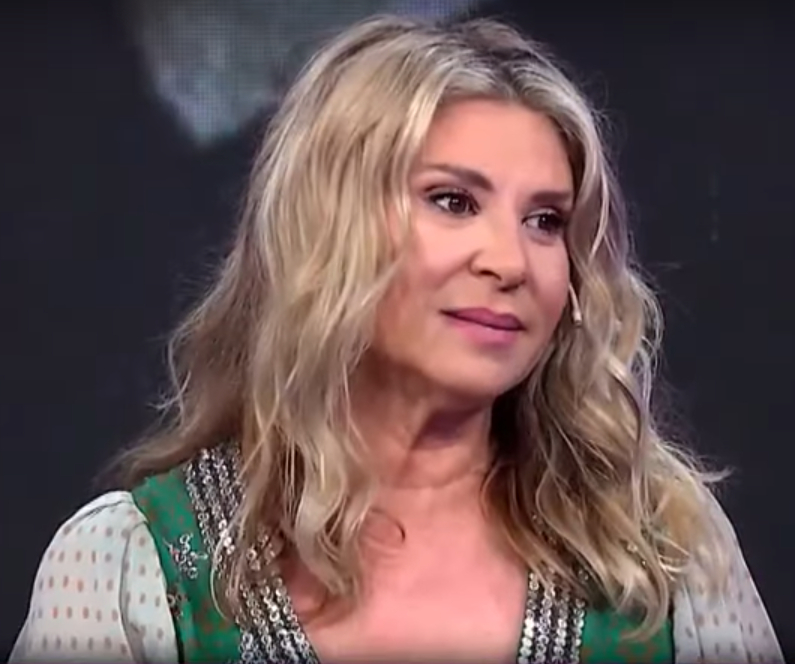
María Carámbula, 2023

María Paula Carámbula Senblat (* 31. Oktober 1968 in Montevideo) ist eine uruguayische Schauspielerin.
Carámbula, deren Eltern geschieden sind, ist die Tochter des Schauspielers und Showmasters Berugo Carámbula und Patenkind Gabriela Achers. Ihr Bruder ist der Musiker Gabriel Carámbula. Aus einer früheren Ehe Carámbulas stammt die 1986 geborene Tochter Catalina. Zudem wurde 2002 der aus einer ehemaligen Beziehung mit Pablo Rago stammende gemeinsame Sohn Vito geboren.
Carámbula begann im Alter von 14 Jahren mit dem Schauspielunterricht. Ihre Lehrer waren zunächst María Vaner und später dann Salvador Amore und Julio Chávez. 18-jährig folgte ein kurzer Zeitraum, in dem sie als Model tätig war. Zwei Jahre später debütierte sie dann gemeinsam mit ihrem Vater  in Todo al 9. Es folgten Rollen in Telenovelas, wie etwa Amándote oder Poliladron. Sie spielte unter anderem am Teatro del Pueblo in dem Stück Te llevo en la sangre. 2005 wirkte sie im Film El buen destino und 2009 in Cuestión de principios mit. Derzeit, im Jahr 2011, spielt Carámbula auf Telefe die Lucía Giuliani in der Telenovela El Elegido.

## Filmografie
Spielfilme
- 2005: El buen destino
- 2009: Cuestión de principios

Fernsehserien
- 1989: Amigos son los amigos
- 1994: Poliladron
- 1995: Matrimonios y algo más
- 1999: Como pan caliente
- 1999: Buenos vecinos
- 1999: Campeones de la vida
- 2003: Femenino masculino
- 2004: Culpable de este amor
- 2006: Chiquititas sin fin
- 2008: Vidas robadas
- 2009: Tratame bien
- 2010: Herencia de amor
- 2010: Secretos de amor
- 2011: El elegido

## Theater
- Te llevo en la sangre
- Ella en mi cabeza
- Chiquititas sin Fin (Gran rex) : Julia Demont